# BMW・X1
X1（エックスワン）は、ドイツの自動車メーカー・BMWが製造・販売しているSUVである。

## 概要

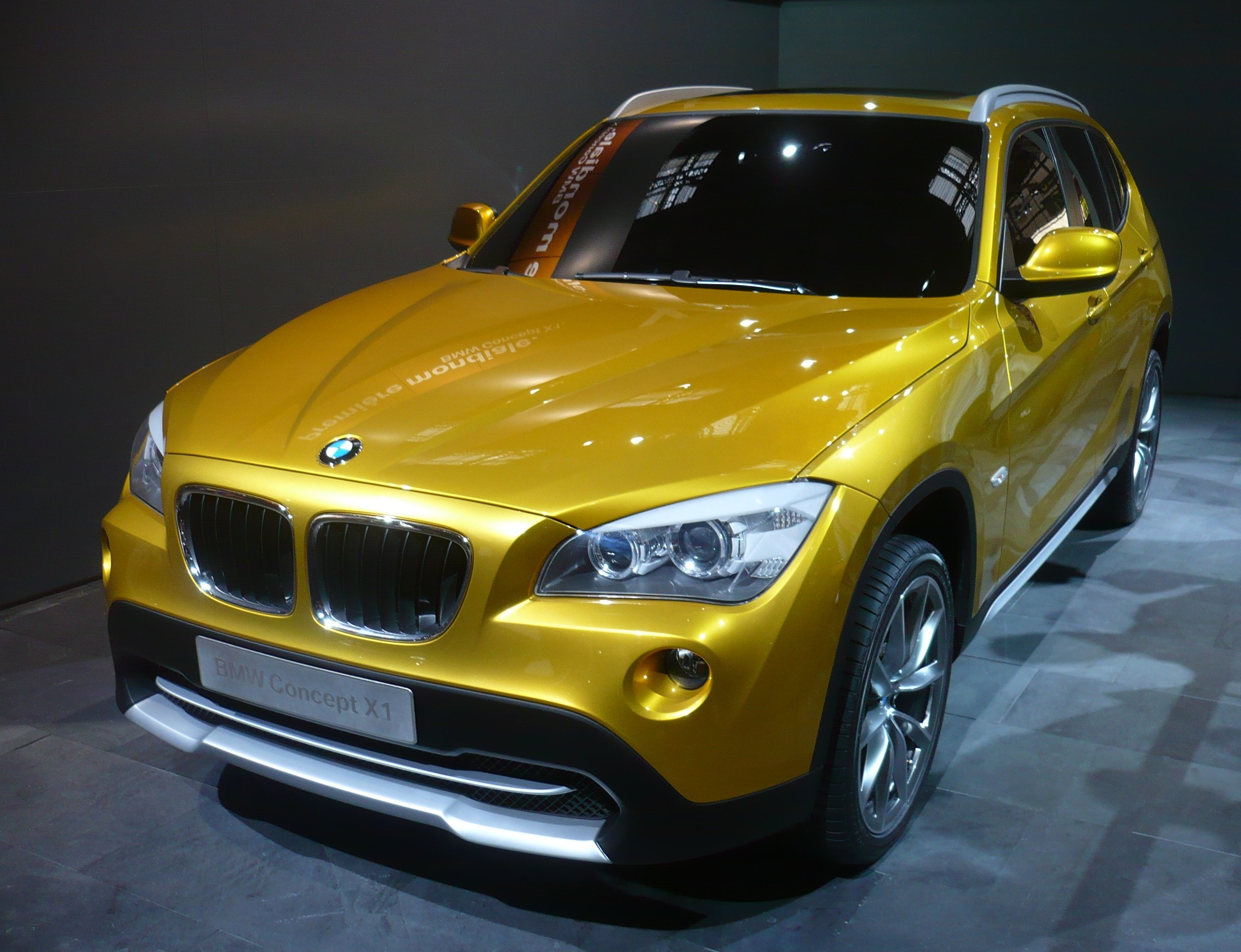
コンセプトX1

BMWのSUV（同社ではSAV「スポーツ・アクティビティ・ビークル」と呼ばれる）シリーズである「Xモデル」の、X5、X3、X6に次ぐ4番目のモデルとして登場した。車名の数字「1」が示すように、同社のSAVラインアップでは、最小クラス（Cセグメント）に位置する。
2008年10月、モンディアル・ド・ロトモビルにて、コンセプトモデルの「BMW・コンセプトX1」が公開された。市販モデルは、翌2009年に登場した。
駆動方式は、初代のみ、縦置きエンジン・後輪駆動（FR）ベースで、2代目以降は、横置きエンジン・前輪駆動（FF）ベースとなる。
2022年、3代目（U11）をベースとした、歴代初の電気自動車であるiX1が登場した。
主なライバルとして、メルセデス・ベンツ・GLAやアウディ・Q3などが挙げられる。

## 初代（E84型、2009年 - 2015年）
2009年9月、フランクフルトモーターショーにて発表された。欧州市場では、翌月24日より販売が開始された。日本市場では、2010年4月20日に販売が開始された。
プラットフォームは、3シリーズツーリング（E91）をベースに、小変更を施したものが用いられており、ホイールベースも、5代目・3シリーズ（E90）と同一値である。ボディ・サイズは、開発段階から日本の駐車場事情を考慮し、多くの一般的なサイズの機械式立体駐車場に収まる全幅1,800mm、全高1,545mmを実現した。
エアコンなどの操作パネルは、ドライバー側に若干傾けられており、全ての操作系統がドライバーから容易に手の届く範囲に配置されている。Xモデルの特徴である「セミ・コマンド・シート･ポジション」により、視点の高さと、乗降性の良さが両立されている。
バックレストの傾きが調節可能なリアシートは、最大31度から垂直位置（カーゴ・ポジション）まで幅広く調節することができる。40:20:40の分割可倒式バックレストを完全に折りたたむと、収納スペースの容量は、1,350ℓに拡大可能である。
ラゲージ・ルームには、ホィール・ハウス後方のフロア部分に2つの収納トレイがあり、またラゲージ・ルーム・フロアの下には収納トレイを装備する。運転席側のルーフライナーには、サングラス・ホルダ－が、前後左右のドア・ポケットには、飲料ボトル用ホルダーが装備され、カップ・ホルダーも、前後席に合計4個が装備されている。ほかにも、12V 電源ソケットは、センター・コンソールに3か所、ラゲージ・ルーム1か所の合計4か所に装備されている。
「BMW EfficientDynamics」の設計思想に基づき、バルブトロニック、6速AT、マイクロ・ハイブリッド（ブレーキ・エネルギー回生システム）など、数々の最先端テクノロジーを採用した。また、燃料消費量と空気抵抗の低減に注力し、空力特性の最適化を図った結果、Cd値は0.32を達成した。
パワートレインは、3.0L 直列6気筒DOHCガソリンエンジン「25i」、2.0L 直列4気筒DOHCガソリンエンジン（自然吸気の「18i」、ターボの「20i」「28i」）、2.0L 直列4気筒DOHCディーゼルエンジン（143PSのターボ「18d」、177PSのターボ「20d」、204PSのツインターボ「23d」）が用意される。
トランスミッションは、ステップトロニック付6速ATと、6速MTの2種類が用意される。なお、6速ATは「xDrive28i」「xDrive23d」に標準設定され、「sDrive18d」「xDrive18d」「sDrive20d」「xDrive20d」にオプション設定される。その他のモデルには、6速MTが組み合わされる。
駆動方式は、四輪駆動「xDrive」のほか、Xモデル初の後輪駆動「sDrive」が用意される。
2010年3月、欧州市場にて、エントリー・モデルの「sDrive18i」が追加された。
2012年4月、ニューヨーク国際オートショーにて、後期型（LCI）が披露された。フロントバンパーや、リアスカートのデザインが一新されたほか、サイドターン・インジケータが、フロントフェンダーからサイドミラーに移設された。バイ・キセノン・ヘッドライトのスモール・ライト・リングには、LEDを採用した。また、シフトレバー、カップホルダー、ヘッドライトスイッチ、ならびに、コントロール・ディスプレイの両端に、クローム加飾を施した。さらに、内外装に専用装備を施した「xLine」と「Sport」のデザイン・ラインを新たに設定した。なお、従来から設定のあった「M Sport」も引き続き用意される。

### 日本での販売
2010年4月20日、発表。翌日より販売を開始した。グレードは、2.0L 直列4気筒エンジンを搭載するFRモデル「sDrive18i」と、3.0L 直列6気筒エンジンを搭載する4WDモデル「xDrive25i」が導入された。両者に6速ATが組み合わされ、ガソリンモデル・右ハンドル車のみが設定された。
2011年4月21日、仕様変更。BMW M社が開発した専用装備により、ダイナミックな走りを最大限に愉しめるオプション「M Sports パッケージ」が設定された。
同年10月31日、新開発の2.0L 直列4気筒ターボエンジンに、8速ATを組み合わせた「xDrive20i」と「xDrive28i」が追加導入された。同時に、3.0L 直列6気筒エンジンを搭載する「xDrive25i」は廃止され、日本仕様は、直列4気筒エンジンのみの設定となった。
2012年9月15日、後期型（LCI）が発売された。新グレードとして「sDrive20i」が追加導入されたほか、「sDrive18i」を除く全グレードに、アイドリングストップ機構が搭載された。全てのパワートレインに、「Standard」「xLine」「Sport」「M Sport」からなる、4種類のデザイン・ラインが用意される。
2013年4月25日、仕様変更。「xDrive20i」および「xDrive28i」に、サーボトロニック（車速感応式パワー・ステアリング）を新たに標準装備とした。高速走行時における安定性の向上に加え、街中での走行や駐車などの低速走行時の取り回しの良さを高めた。
2015年4月21日、仕様変更。従来、42万円～43.5万円のパッケージ・オプションであった、iDriveナビゲーション・システム・パッケージと、パーキング・サポート・パッケージを、価格据え置きで標準装備とした。
| E84（2010年 - 2012年）/ E84 LCI (2012年 - 2015年) | E84（2010年 - 2012年）/ E84 LCI (2012年 - 2015年) | E84（2010年 - 2012年）/ E84 LCI (2012年 - 2015年) | E84（2010年 - 2012年）/ E84 LCI (2012年 - 2015年) | E84（2010年 - 2012年）/ E84 LCI (2012年 - 2015年) | E84（2010年 - 2012年）/ E84 LCI (2012年 - 2015年) | E84（2010年 - 2012年）/ E84 LCI (2012年 - 2015年) | E84（2010年 - 2012年）/ E84 LCI (2012年 - 2015年) |
| グレード                                          | 型式                                              | 排気量（cc）                                      | エンジン                                          | 最高出力(ps/rpm)                                  | 最大トルク(kgm/rpm)                               | 変速機                                            | 駆動方式                                          |
| ------------------------------------------------- | ------------------------------------------------- | ------------------------------------------------- | ------------------------------------------------- | ------------------------------------------------- | ------------------------------------------------- | ------------------------------------------------- | ------------------------------------------------- |
| sDrive18i (2010年 - 2015年)                       | N46B20B                                           | 1,995                                             | 直列4気筒DOHC                                     | 150/6,400                                         | 20.4/3,600                                        | 6速AT                                             | 後輪駆動                                          |
| sDrive20i (2012年 - 2015年)                       | N20B20A                                           | 1,997                                             | 直列4気筒DOHCターボ                               | 184/5,000                                         | 27.5/1,250-4,500                                  | 8速AT                                             | 後輪駆動                                          |
| xDrive20i (2011年 - 2015年)                       | N20B20A                                           | 1,997                                             | 直列4気筒DOHCターボ                               | 184/5,000                                         | 27.5/1,250-4,500                                  | 8速AT                                             | 四輪駆動                                          |
| xDrive25i (2010年 - 2011年)                       | N52B30A                                           | 2,996                                             | 直列6気筒DOHC                                     | 218/6,100                                         | 28.6/2,500-3,500                                  | 6速AT                                             | 四輪駆動                                          |
| xDrive28i (2011年 - 2015年)                       | N20B20A                                           | 1,997                                             | 直列4気筒DOHCターボ                               | 245/5,000                                         | 35.7/1,250-4,800                                  | 8速AT                                             | 四輪駆動                                          |

## 2代目（F48型、2015年 - 2023年）
2015年6月3日、欧州市場にて、フルモデルチェンジ。
F55/56型ミニクーパーや、F45/46型2シリーズ アクティブツアラー/グランツアラーと共通のFF系プラットフォーム「UKL」が採用され、新世代のモジュラーエンジンや、新開発のサスペンションが搭載された。また、PCDは、120から112へ変更されたほか、「xDrive」のシステムも新設計された。ビスカスカップリングを通じて、前輪がスリップした状況や、車速に応じて、後輪に最適な駆動力を配分する仕組みとなる。
ボディサイズは、先代に比べ全長が30mm短くなり、全高が35mm高められた。着座位置は、先代から前席で36mm、後席で64mm高められ、乗降性を向上するとともに、より良好な視界を確保した。40:20:40の分割可倒式リアシートには、スライディング機能（60:40で前後130mm調整可能）を備えるとともに、ニー･ルームも、先代比で最大66mm拡大した。
ラゲージ・ルーム容量は、先代から85ℓ拡大の505ℓを実現した。リアシートのバックレストを倒すと1,550ℓに拡大できるほか。ラゲッジ・フロア下には、100ℓのスペースがあり、小物などを収納することが可能である。
エクステリアは、BMW伝統の4灯式ヘッドライトと、その下に配置されたフォグライトで形成される6眼フェイスや、力強い「X」のラインを描くフロント・エプロン、3分割エア・インテークといった、BMW Xモデル特有のデザイン・エレメントを踏襲している。エア・カーテン、リヤ・スポイラーにはエア・ブレードを採用し、フラットなアンダーボディとの相乗効果で、Cd値は0.29を実現した。
インテリアは、ドライバーに向けて、僅かに角度がつけられたセンター・コンソールを備え、全ての重要な操作系が、ドライバーの手の届く範囲に配置される。アクセント・トリム付きの大きなインテリア・トリム・パネルや、アンビエント・ライトにより、高級感を演出した。ダッシュボードには、8インチの高解像度ワイド・コントロール・ディスプレイ、指による文字入力や、地図の拡大／縮小が可能なタッチ・パッド付きiDriveコントローラーを装備する。
パワートレインは、1.5L 直列3気筒DOHCガソリンエンジン「18i」、2.0L 直列4気筒DOHCガソリンエンジン「20i」「25i」、2.0L 直列4気筒DOHCディーゼルエンジン「18d」が用意される。ターボチャージャーには、高精度ダイレクト・インジェクション・システム、無段階可変バルブ・コントロール・システムのバルブトロニック、バリアブル・カムシャフト・コントロール・システムのダブルVANOSを組み合わせた。トランスミッションは、6速MTのほかに、6速ATと8速ATが用意される。
デザイン・ラインは、「Standard」をベースに、「Advantage」「Sport Line」「xLine」「M Sport」からなる、4種類のオプション・パッケージが設定される。さらに、歩行者検知機能付き「衝突回避・被害軽減ブレーキ」、車線の逸脱をドライバーに警告する「レーン・ディパーチャー・ウォーニング」、衝突の危険性が高まった際に警告を発する「前車接近警告機能」といった先進運転支援システムも充実させた。アクティブ・クルーズ・コントロール（ACC）や、ヘッドアップ・ディスプレイといった快適装備も、オプションで用意される。
2016年4月、北京モーターショーにて、中国向けのロングホイールベースモデル（F49）を発表した。標準モデルに対し、ホイールベースが110mmプラスの2,780mmとなり、延長分は、主に後席の足元空間の拡大に充てられた。グレードは、「sDrive18Li」「sDrive20Li」「xDrive20Li」「xDrive25Li」の4つが用意され、中国瀋陽にある華晨汽車との合弁工場にて生産される。
2019年5月、後期型（LCI）が発表された。エクステリアは、新意匠のLEDヘッドライトや、L字型のテール・ライト、一体型かつ大型化したキドニー・グリルを新たに装備したほか、フロントLEDフォグライトとエア・インテークは、形状が変更された。インテリアは、10.25インチのタッチ機能付きディスプレイ、フルカラー化したヘッドアップ・ディスプレイ、ワイヤレス・チャージング機能、乗降時に「X1」の文字が足元に浮かび上がる、ロゴ・プロジェクターを新たに装備した。さらに、インストゥルメント・パネルと、センター・コンソールには、ステッチが施されたほか、アンビエント・ライトは、6色から選択可能となるなど、質感の向上が図られた。

### 日本での発売
2015年10月16日、発表された。グレードは、1.5L 直列3気筒エンジンを搭載するFFモデル「sDrive18i」、2.0L 直列4気筒エンジンを搭載する4WDモデル「xDrive20i」「xDrive25i」がラインアップされる。それぞれに、「Standard」「xLine」「M Sport」のデザイン・ラインが用意される。ガソリンモデル・右ハンドルのみの設定で、「sDrive18i」は6速AT、それ以外は8速ATを組み合わせる。ドライビング・アシスト、iDriveナビゲーション・システム、LEDヘッドライト、パフォーマンス・コントロールなどを、全モデルに標準装備とした。
2016年9月23日、クリーン・ディーゼル・モデルの「xDrive18d」が追加導入された。最新のコモンレール・ダイレクト・インジェクション・システムと、可変ジオメトリー・ターボチャージャーを装備する、2.0L 直列4気筒ディーゼルエンジンを搭載し、8速ATを組み合わせる。「xDrive」のみの設定となり、ガソリンモデルと同様に、3つのデザイン・ラインが用意される。
2017年8月28日、仕様変更。「sDrive18i」に搭載されるトランスミッションが、6速ATから7速DCTに変更された。また、「xDrive18d」に、フロントPDC（パーク・ディスタンス・コントロール）が標準装備された。
2018年5月23日、仕様変更。一部モデルに、新たな機能が追加された。「sDrive18i」には、PDC（パーキング・ディスタンス・コントロール）と、パーキング・アシストが標準装備された。「xDrive20i」には、コンフォート・パッケージ」が標準装備された。「M Sport」全モデルには、パドルシフト付きの8速スポーツATが標準装備された。
2019年10月3日、マイナーチェンジし、後期型（LCI）となった。内外装のデザインが刷新されたほか、グレード構成が変更された。
2021年4月30日、仕様変更。「xDrive18d」に、ドライビング・アシスト・プラス、ACC（ストップ＆ゴー機能付）、電動フロント・シート、オートマチック・テールゲート・オペレーションが標準装備された。併せて、既存のグレードが整理され、「sDrive18i」は「xLine」のみに、「xDrive18d」は「xLine」および「M Sport」の設定となった。「xDrive20i」は、全モデル廃止となった。
| F48（2015年 - 2019年）/ F48 LCI（2019年 - 2023年） | F48（2015年 - 2019年）/ F48 LCI（2019年 - 2023年） | F48（2015年 - 2019年）/ F48 LCI（2019年 - 2023年） | F48（2015年 - 2019年）/ F48 LCI（2019年 - 2023年） | F48（2015年 - 2019年）/ F48 LCI（2019年 - 2023年） | F48（2015年 - 2019年）/ F48 LCI（2019年 - 2023年） | F48（2015年 - 2019年）/ F48 LCI（2019年 - 2023年） | F48（2015年 - 2019年）/ F48 LCI（2019年 - 2023年） |
| グレード                                           | 型式                                               | 排気量（cc）                                       | エンジン                                           | 最高出力(ps/rpm)                                   | 最大トルク(kgm/rpm)                                | 変速機                                             | 駆動方式                                           |
| -------------------------------------------------- | -------------------------------------------------- | -------------------------------------------------- | -------------------------------------------------- | -------------------------------------------------- | -------------------------------------------------- | -------------------------------------------------- | -------------------------------------------------- |
| sDrive18i (2015年 - 2017年)                        | B38A15A                                            | 1,498                                              | 直列3気筒DOHCターボ                                | 136/4,400                                          | 22.4/1,250-4,300                                   | 6速AT                                              | 前輪駆動                                           |
| sDrive18i (2017年 - 2023年)                        | B38A15A                                            | 1,498                                              | 直列3気筒DOHCターボ                                | 136/4,400                                          | 22.4/1,250-4,300                                   | 7速DCT                                             | 前輪駆動                                           |
| xDrive18d (2016年 - 2023年)                        | B47C20A                                            | 1,995                                              | 直列4気筒DOHCディーゼルターボ                      | 150/4,000                                          | 33.7/1,750-2,750                                   | 8速AT                                              | 四輪駆動                                           |
| xDrive20i (2015年 - 2021年)                        | B48A20A                                            | 1,998                                              | 直列4気筒DOHCターボ                                | 192/5,000                                          | 28.6/1,350-4,600                                   | 8速AT                                              | 四輪駆動                                           |
| xDrive25i (2015年 - 2020年)                        | B48A20B                                            | 1,998                                              | 直列4気筒DOHCターボ                                | 231/5,000                                          | 35.7/1,450-4,500                                   | 8速AT                                              | 四輪駆動                                           |

## 3代目（U11型、2023年 - ）
2022年、欧州市場にて、フルモデルチェンジ。同時に、従来から設定のあるICEに加え、歴代初のBEV・iX1が登場した。
エクステリアは、正方形に近い大型なキドニー・グリル、環状のシグネチャーを2回繰り返すツイン・サーキュラーを進化させた、アダプティブLEDヘッドライト、水平方向のキャラクター・ライン、立体的なLEDリア・コンビネーション・ライトが、特徴的である。ドアノブの形状は、従来のグリップ式から、空力特性に優れたフラッシュ・ハンドルに改められた。
インテリアは、メーターパネルと、コントロール・ディスプレイを一体化させた「BMWカーブド・ディスプレイ」を、運転席側に傾けて配置した。従来のシフト・レバーと、iDriveコントローラーは廃止され、トグル・スイッチ式のギヤ・セレクターに置き換わった。また、センターコンソールには、Qi機能を備えたスペースも確保されている。なお、搭載されるiDriveのOSは、ID8から8.5へ、さらに、2024年までにID9に変更されている。
車両のキーを持たずとも、対応のスマートフォン、スマートウォッチを携行していれば、車両に近づくだけでロック解除、エンジン始動を可能にする「BMWデジタル・キー・プラス」や、AI技術を活用し、音声会話だけで車両の操作、情報へのアクセスが可能となる「BMWインテリジェント・パーソナル・アシスタント」を、新たに装備している。
ラゲッジ容量は、大人3名乗車時には540ℓ、40:20:40の分割可倒式リアシートを、全て倒すことで、最大1,600ℓにまで拡大することが可能である。
X1のパワートレインは、1.5L 直列3気筒DOHCガソリンエンジン「18i」、2.0L 直列4気筒DOHCガソリンエンジン「20i」「M35i」、2.0L 直列4気筒DOHCディーゼルエンジン「20d」が用意される。「20d」は、48Vマイルド・ハイブリッド・システムを搭載する。トランスミッションは、6速MTが廃止され、全モデルに7速DCTが組み合わされる。
iX1のパワートレインは、最高出力204PS（150kW）、最大トルク250Nmを発揮する、1つの電気モーターを、前方に配置する「20」と、最高出力190PS（140kW）、最大トルク247Nmを発揮する、2つの電気モーターを、前後に配置する「30」が用意される。後者のシステムトータルでの最高出力は200kW、最大トルクは494Nmであり、0-100km/hは5.6秒を誇る。ボディ床下に収納される、リチウムイオン電池のバッテリー容量は66.5kWhで、普通充電と急速充電（CHAdeMO）に対応している。
デザイン・ラインは、「xLine」および「M Sport」の2種類が用意される。「M Sport」には、可変容量ダンパーである、アダプティブMサスペンションが装備され、通常モデル比で、車高が20mm低くなる。
先進運転支援システム（ADAS）は、3眼の高性能カメラ&レーダーと、高性能プロセッサーを駆使する、新世代の「ドライビング・アシスト」を装備する。新たに、ハンズ・オフ機能付き渋滞運転支援機能、レーン・チェンジ・ウォーニング（車線変更警告システム）、衝突回避・被害軽減ブレーキ（事故回避ステアリング付）、クロス・トラフィック・ウォーニング、パーキング・アシスタント、リバース・アシスト機能などが追加されている。
2023-2024日本カー・オブ・ザ・イヤーおよび、RJCカー・オブ・ザ・イヤー「インポート・カー・オブ・ザ・イヤー」を受賞し、輸入車部門で2冠を達成した。

### 日本での販売
2023年2月17日、X1・iX1が、同時に発表された。X1は、2.0L 直列4気筒エンジンを搭載する4WDモデル「xDrive20i」が、iX1は、2つの電気モーターを、前後に配置する4WDモデル「xDrive30」がラインアップされる。それぞれに「xLine」および「M Sport」が用意され、右ハンドルのみの設定となる。
同年5月26日、X1に、クリーン・ディーゼル・モデルの「xDrive20d」が追加導入された。2.0L 直列4気筒ディーゼルエンジンを搭載し、7速DCTを組み合わせる。ラインアップ唯一のマイルドハイブリッド仕様となる。グレードは、ガソリンモデルと同様に、「xLine」および「M Sport」が用意され、右ハンドルのみの設定となる。
同年9月26日、X1に、歴代初の高性能モデル「M35i xDrive」が追加導入された。2.0L 直列4気筒ツインターボ・エンジンを搭載し、Mスポーツ・ブースト機能付き7速DCTを組み合わせる。右ハンドルのみの設定となる。さらに、フロント・アクセルに組み込まれた、機械式リミテッド・スリップ・デファレンシャル、アダプティブMサスペンションなどを装備し、Mパフォーマンス・モデルに相応しいパフォーマンスを発揮する。内外装においても、Mロゴ付きの垂直な二重バー装備のBMW Mキドニー・グリル、黒色仕上げのMエクステリア・ミラー・キャップ、4本出しのテール・パイプ、19インチMアロイ・ホイール、Mドア・シル・トリム、Mペダル、パドル・シフト付きMレザー・ステアリング・ホイール、照明付きMスポーツ・シートなどが装備され、通常モデルとの差別化が図られている。
2024年5月29日、エントリー・モデルとして、X1・iX1にそれぞれ、新グレードが追加された。X1は、1.5L 直列3気筒エンジンを搭載するFFモデル「sDrive18i」が、iX1は、1つの電気モーターを、前方に配置するFFモデル「eDrive20」がラインアップされる。両者ともに、「M Sport」のみの設定となり、既存モデルに設定のある「xLine」は用意されない。右ハンドルのみの設定となる。併せて、グレード整理が行われ、「xDrive20i」全モデルが廃止された。
| U11（2023年 - ）            | U11（2023年 - ）          | U11（2023年 - ） | U11（2023年 - ）              | U11（2023年 - ） | U11（2023年 - ）    | U11（2023年 - ） | U11（2023年 - ） |
| グレード                    | 型式                      | 排気量（cc）     | エンジン/電気モーター         | 最高出力(ps/rpm) | 最大トルク(kgm/rpm) | 変速機           | 駆動方式         |
| --------------------------- | ------------------------- | ---------------- | ----------------------------- | ---------------- | ------------------- | ---------------- | ---------------- |
| sDrive18i (2024年 - )       | B38A15P                   | 1,498            | 直列3気筒DOHCターボ           | 156/5,000        | 23.5/1,500-4,600    | 7速DCT           | 前輪駆動         |
| xDrive20i (2023年 - 2024年) | B48A20P                   | 1,998            | 直列4気筒DOHCターボ           | 204/5,000        | 30.6/1,450-4,500    | 7速DCT           | 四輪駆動         |
| xDrive20d (2023年 - )       | B47C20B                   | 1,995            | 直列4気筒DOHCディーゼルターボ | 150/4,000        | 36.7/1,500-2,500    | 7速DCT           | 四輪駆動         |
| M35i xDrive (2023年 - )     | B48A20H                   | 1,998            | 直列4気筒DOHCツインターボ     | 317/5,750        | 40.8/2,000-4,500    | 7速DCT           | 四輪駆動         |
| eDrive20 (2024年 - )        | HB0003N0                  | -                | 交流同期電動機                | 204/8,000        | 25.5/0-5,200        | 無段変速         | 前輪駆動         |
| xDrive30 (2023年 - )        | HB0001N0(前) HB0002N0(後) | -                | 交流同期電動機                | 306/8,000        | 50.4/0-4,900        | 無段変速         | 四輪駆動         |